# Йосиф Георгиев
Йосиф Константинов Георгиев е български комунистически активист, развивал дейност в България и Франция, загинал по време на Гражданската война в Испания.

## Биография
Роден е през 1902 година в българския южномакедонски град Кукуш, тогава в Османската империя, днес Килкис, Гърция. След опожаряването на града по време на Междусъюзническата война семейството му се преселва в България.
В София, където пристига през 1914 година, 12-годишният Йосиф започва да работи като обущарски чирак. Попада под влияние на социалистическите идеи и от 1919 година става член на Българския комунистически младежки съюз, а след Септемврийското въстание (1923) – на Българската комунистическа партия.
През 1926 година заминава за Париж, Франция. Свързва се с българи, членове на Френската комунистическа партия. Насочва дейността си към изграждане на единна синдикална организация на комунисти и социалисти и за създаване на широк фронт на левите сили. По време на Лайпцигския процес участва във всички акции в подкрепа на подсъдимите.
Участва в Испанската гражданска война, в защита на Испанската република. Зачислен е в 13-а бригада, в 8-и балальон „Чапаев“ на фронта при Теруел. Загива в сражение на 28 декември 1936 година.